# Hans Nord
Hans Gunnar "Hasse" Nord (även stavat Nordh), född 6 februari 1965 i Tyresö, död 25 februari 2018, var en svensk handbollsspelare (vänstersexa).
Nord kom till HK Drott i rätt unga år från Tyresö där han växte upp. Enligt Drotts jubileumsbok spelade han 385 matcher alla kategorier och gjorde 610 mål i dem. Under tre guldsäsonger spelade Nord tillsammans med bland andra Tommy Suoraniemi, Thomas Sivertsson och Magnus Andersson. Hans Nord spelade 1991-1992 5 landskamper för Sverige. Nord avled i en olycka i Spanien 2018.

## Meriter
- Tre SM-guld med HK Drott 1990, 1991 och 1994

## Klubbar
- Tyresö Handboll[6]
- HK Drott